# Estádio Lino Correia
El Estádio Lino Correia es un estadio de usos múltiples en la ciudad de Bisáu, la capital del país africano de Guinea-Bisáu. Actualmente se utiliza sobre todo para los partidos de fútbol y sirve como el estadio del club Estrela Negra de Bissau que participa en el Campeonato Nacional de Guinea-Bisáu. El estadio tiene capacidad para recibir hasta 12 000 espectadores.